# Typografia multiskryptowa

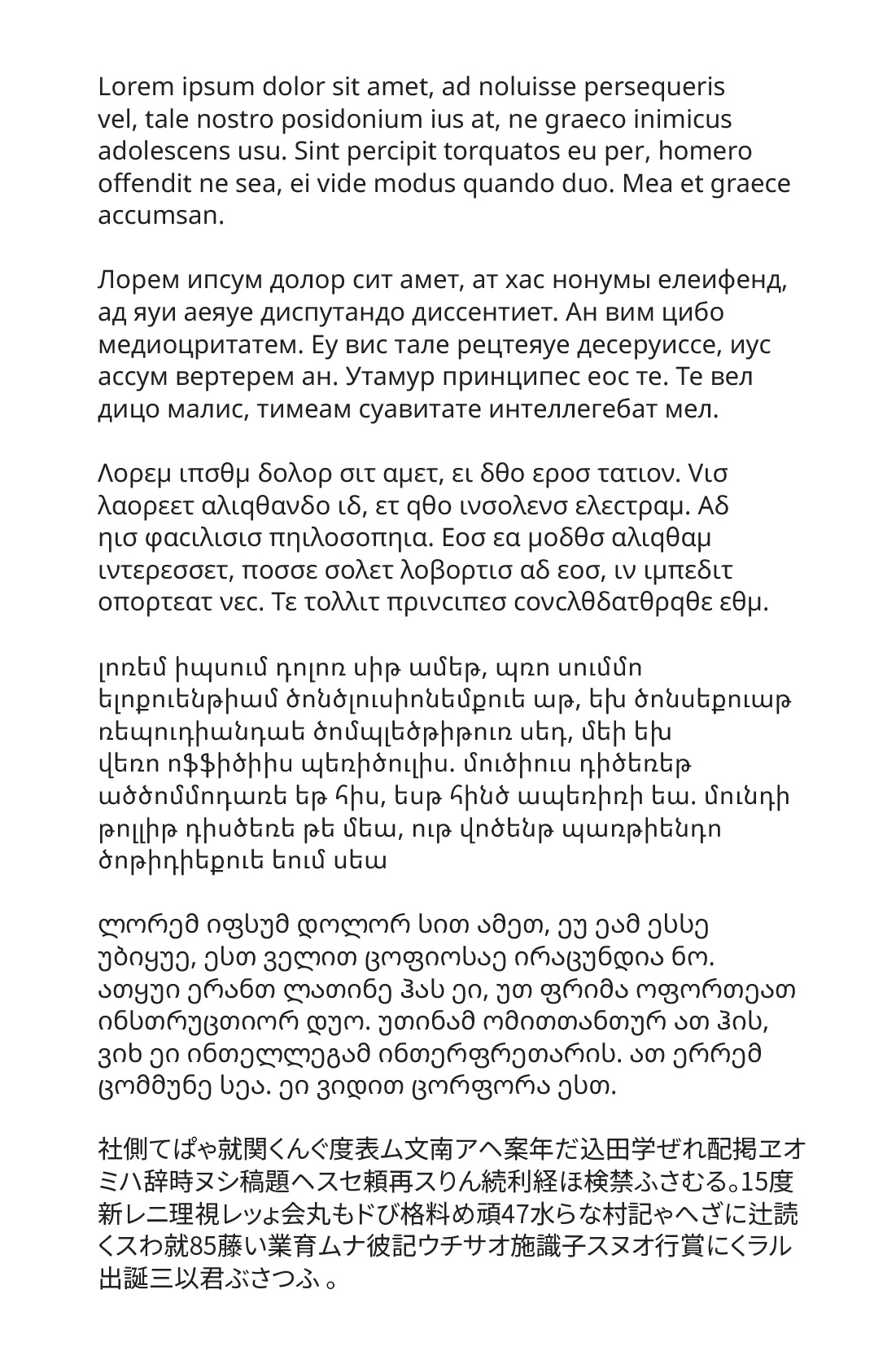
Google Noto Sans – przykład niedoskonałego, lecz imponującego rozmachem kroju multiskryptowego. Celem przedsięwzięcia jest objęcie wszystkich systemów pisma świata.

Typografia multiskryptowa – dziedzina typografii obejmująca projektowanie i użycie co najmniej dwóch różnych systemów pisma w jednym kroju pisma, bez względu na to, czy jeden z nich jest alfabetem łacińskim.
Pojęcie pochodzi od terminu skrypt w rozumieniu „system pisma” (ang. script).
Nadrzędnym celem typografa jest takie zaprojektowanie glifów, by złożone fragmenty tekstów w różnych językach wyglądały na równie ważne, a także największe możliwe upodobnienie znaków przy jednoczesnym poszanowaniu obcych sobie tradycji. Z powodu tej właśnie trudności typografię multiskryptową uważa się za jedną z najbardziej wymagających podłoża naukowego (kulturoznawczego, paleograficznego) dyscyplin artystyczno-rzemieślniczych.
Do problemów związanych z projektowaniem krojów multiskryptowych należy zaliczyć różnice w tradycjach piśmienniczych poszczególnych grup etnicznych (zróżnicowany sposób ich prowadzenia narzędzi takich jak pióro, pędzel, trzcina), historyczną ewolucję każdego z pism oraz konotacje polityczne – poszczególne skrypty ze względu na bogaty ładunek asocjacyjny lubią być wykorzystywane jako manifestacja tożsamości lub przynależności kulturowej. 

## Znaczenie
W dobie globalizacji multiskrypt zdobywa wśród projektantów pism coraz większą popularność i jest przedmiotem zainteresowania głównie typografów na co dzień posługujących się systemem niełacińskim. Do jego popularyzacji przyczyniają się wiodące ośrodki akademickie na świecie (University of Reading, Royal Academy of Art w Hadze, Cooper Union w Nowym Jorku i inne, np. w Meksyku lub Argentynie). Wspomagają go dwie technologie najbardziej sprzyjające typograficznemu zjednoczeniu świata: Unicode oraz OpenType.

## Przykłady wykorzystania
Kroje multiskryptowe służą do zachowania spójności stylistycznej w takich publikacjach, jak:
- przewodniki turystyczne
- słowniki
- podręczniki do nauki języków obcych
- katalogi wystaw
- teksty naukowe dotyczące m.in.: Biblii, archeologii, geografii, historii

Wykorzystywane są przy projektach identyfikacji wizualnych dużych, międzynarodowych wydarzeń:
- konferencji
- zawodów sportowych
- targów itd.

Oraz oznakowania miejskiego, np.:
- kolei
- metra
- lotniska
- muzeów
- galerii
- zabytków

Właściciele korporacji także często ubiegają się o spójną identyfikację firmy, co oznacza wykorzystanie krojów na wszelkiego rodzaju materiałach biurowych oraz w firmowej korespondencji bądź strategii marketingowej. Wreszcie nie wolno zapominać o kwitnącym dziś rynku aplikacji i oprogramowań, oraz o konieczności wizualnego dopasowania odpowiadających im interfejsów na różnych rozmiarów urządzeniach w różnych częściach świata.

## Spór o słuszność
Na światowym forum typograficznym od lat toczy się spór o słuszność projektowania krojów w skryptach, których projektanci nie czytają ani nie rozumieją. Niektórzy uważają, że takie praktyki nie mają prawa bytu ze względu na to, że natywny użytkownik nie tylko angażuje się we własnym języku w dialog, ale też ściera się z różnorodnymi pisemnymi formami o nieznanych poza jego krajem formatach i treściach. Przeciwnym poglądem jest ten kładący nacisk na kwalifikacje; według niego sedno umiejętności zaprojektowania udanego kroju leży przede wszystkim w zdolności do przetrawienia jak największej części tradycji typograficznej danego regionu lub języka. Opowiadający się po tej stronie projektanci na pierwszym miejscu stawiają stopień poinformowania i dobrą orientację typograficzną, na drugim zaś dopiero – biegłość językową. Ci przy okazji bardziej wymagających projektów dobierają sobie kompetentnych konsultantów natywnych, jednocześnie starając się również weryfikować informacje samodzielnie.